# Melnitsa (studio d'animation)
Pour les articles homonymes, voir Melnitsa (homonymie).

Logo du studio.

Le studio d'animation Melnitsa (russe : Мельница) est un studio d'animation russe qui produit des films et des séries d'animation. Il a été fondé le 26 mars 1999 par Alexandre Boïarski et la société cinématographique CTB. Il est situé à Saint-Pétersbourg, au 34 avenue Bolchevikov, bâtiment 2. Le studio est surtout connu pour les franchises Trois Chevaliers (ru) et Ivan Tsarévitch et le Loup gris, ainsi que pour la série animée Luntik (ru).
Deutsche Welle a qualifié le studio de « Walt Disney de Saint-Pétersbourg ». Parallèlement à ses projets d'animation, Melnitsa se consacre à la création d'effets spéciaux numériques pour des projets d'animation et des films en prises de vues réelles.